# Сэрэндонров
Сэрэндонров (17 февраля 1894 — 2 августа 1980) — политический деятель Китайской Республики во Внутренней Монголии. Этнический монгол, родом из Харачин-Чжунци (ныне уезд Нинчэн, Чифэн).

## Имена
Монгольское имя Цэрэндонров (или Сэрэндонров) транскрибируется на китайский как «色楞棟魯布»(кит. трад. 色楞棟魯布, пиньинь Sèléngdònglǔbù, палл. Сэлэндунлубу). Он так же использовал китайское имя Бай Юньти (кит. трад. 白雲梯, пиньинь Bái Yúntī) и второе имя Цзюй Чуань (кит. трад. 巨川, пиньинь Jù Chuān). Иногда использовалось другое монгольское имя — Буянтай.

## Карьера
В 1912 году Сэрэндонров поступил в монгольско-тибетскую школу в Пекине. Впоследствии, присоединился к Гоминьдану. В 1925 году был одним из основателей Народно-революционной партии Внутренней Монголии (ВМНРП) вместе с Годаофу (Мэрсэ). В 1934 году он стал членом Комитета местной монгольской автономии. С 1948 по 1949 годы он занимал должность начальника Комиссии по вопросам Монголии и Тибета. Он переселился на Тайвань, где умер в 1980 году.